# Шміттен (Фрібур)
Шміттен (нім. Schmitten FR) — громада  в Швейцарії в кантоні Фрібур, округ Зензе.

## Географія
Громада розташована на відстані близько 19 км на південний захід від Берна, 10 км на північний схід від Фрібура.
Шміттен має площу 13,5 км², з яких на 13,1% дозволяється будівництво (житлове та будівництво доріг), 71,9% використовуються в сільськогосподарських цілях, 14,6% зайнято лісами, 0,4% не є продуктивними (річки, льодовики або гори).

## Демографія
2019 року в громаді мешкало 4037 осіб (+6,2% порівняно з 2010 роком), іноземців було 11,4%. Густота населення становила 299 осіб/км².
За віковим діапазоном населення розподілялося таким чином: 21,4% — особи молодші 20 років, 60,3% — особи у віці 20—64 років, 18,3% — особи у віці 65 років та старші. Було 1601 помешкань (у середньому 2,5 особи в помешканні).
Із загальної кількості 1569 працюючих 95 було зайнятих в первинному секторі, 569 — в обробній промисловості, 905 — в галузі послуг.